# Jeanne-Wilhelmine d'Anhalt-Köthen
Jeanne-Wilhelmine d'Anhalt-Köthen (Warmsdorf, 4 novembre 1728 – Carolath, 17 janvier 1786) est une noble d'Anhalt-Köthen et la princesse de Carolath-Beuthen.

## Biographie
Elle est la fille de Auguste-Louis d'Anhalt-Köthen, prince d'Anhalt-Köthen de 1728 à 1755, et de sa seconde épouse Émilie de Promnitz-Pless.
Elle épouse Jean Frédéric Charles de Carolath-Beuthen, fils et héritier du prince Jean-Charles de Carolath-Beuthen. Le mariage est célébré à Köthen le 17 décembre 1749.
De cette union est né un fils unique qui atteint l'âge adulte:
- Henri-Charles-Herman (Carolath, 3 novembre 1759-Carolath, le 1er février 1817).

À la mort de son beau-père, en 1763, elle devient la princesse consort de Carolath-Beuthen, un titre qu'elle conserve jusqu'à sa mort en 1786. Son mari ne s'est pas remarié et lui survit cinq ans. Il meurt le 23 février 1791. Son fils Henri Charles lui succède, et a deux épouses, Amélie de Saxe-Meiningen et la princesse Caroline de Oertel.